# Mamunta-Mayoso Wildlife Sanctuary
Mamunta-Mayoso (oder auch Mamunta–Mayawso) liegt im Zentrum von Sierra Leone. Es handelt sich um eines der wichtigsten Wildschutzgebiete des Landes und ist letztes Rückzugebiet einiger vom Aussterben bedrohter Tierarten, u. a. des Zwergkrokodils.

## Der Park

### Einführung
Das Wildschutzgebiet besteht aus einer Vielzahl von verschiedenen Vegetationszonen. Den größten Anteil hat Boliland, eine Grassavanne die mehrere Monate im Jahr überschwemmt ist. Diese wird durchzogen von Sümpfen, Sekundärwald und zwei Seen. Die Sümpfe erreichen eine Tiefe von bis zu 1,5 Metern. Der durchschnittliche Jahresniederschlag beträgt bis zu 3.000 Millimeter. Die Tagestemperaturen liegen ganzjährig um 30 °C.
Ein großes Problem für das Schutzgebiet ist, dass es nur einen Parkwächter gibt. Illegale Siedlungen und Jagd bedrohen zunehmend die seltene Tier- und Pflanzenwelt.

### Anreise
Mamunta-Mayoso ist eines der wenigen Schutzgebiete in Sierra Leone das mit einem PKW erreichbar ist. Die Fahrt von Freetown dauert etwa 5 Stunden. Die Strecke (etwa 35 Kilometer) von Magburaka zum Schutzgebiet ist nicht befestigt und in der Regenzeit nicht befahrbar.

### Unterkünfte und Einrichtungen
Im Schutzgebiet, beziehungsweise an der Hauptstraße dorthin, befindet sich eine kleine Touristeninformation. Zudem gibt es eine Einrichtung in die lokale Bevölkerung sehr gute Flechtprodukte (z. B. Körbe) herstellt. Weiterhin gibt es keine Einrichtungen oder Unterkünfte. Übernachten kann man am besten in Makeni, circa 50 Kilometer nördlich des Schutzgebietes.

## Fauna und Flora

### Säugetiere

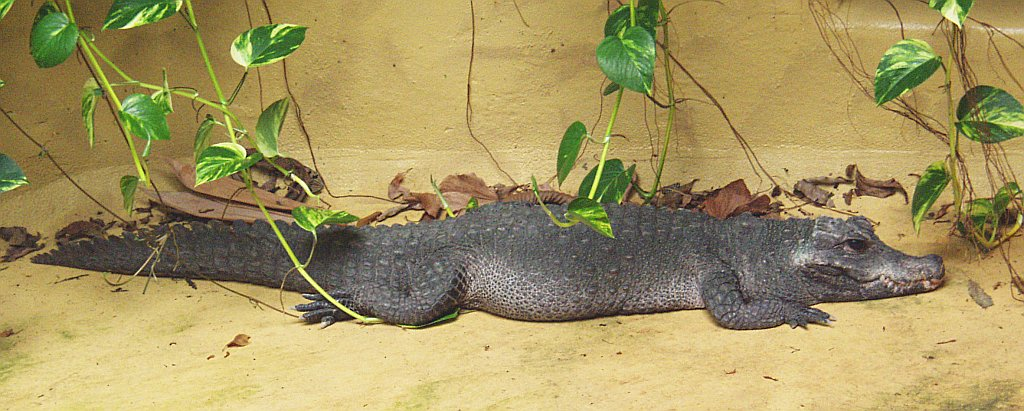
Zwergkrokodil

Neben dem äußerst seltenen und bedrohten Stumpfkrokodil (Zwergkrokodil) wurden im Park acht verschiedene Primatenarten nachgewiesen. Zudem gibt es Buschböcke, Buschschweine und Ducker. Einige wenige Zwergflusspferde nennen den Park ihre Heimat.

### Vögel
Zwischen 1979 und 1991 wurden 252 Vogelarten beobachtet, zwei von diesen sind vom Aussterben bedroht.